# Xue Juan (Leichtathletin)
Xue Juan (chinesisch 薛娟, Pinyin Xuē Juān, * 10. Februar 1986 in Rugao) ist eine ehemalige chinesische Leichtathletin, die sich auf den Speerwurf spezialisiert hat.

## Sportliche Laufbahn
Erste internationale Erfahrungen sammelte Xue Juan im Jahr 2002, als sie bei den Asienmeisterschaften in Colombo bereits im Alter von 16 Jahren mit einer Weite von 56,04 m die Silbermedaille hinter ihrer Landsfrau Ma Ning gewann. Im Jahr darauf siegte sie mit 56,82 m bei den Jugendweltmeisterschaften im kanadischen Sherbrooke und stellte im Oktober desselben Jahren in Changsha mit 62,93 m einen U20-Weltrekord auf, der bis ins Jahr 2008 Bestand hatte. 2004 nahm sie an den Olympischen Sommerspielen in Athen teil, verpasste dort aber mit 52,97 m den Finaleinzug. 2005 schied sie bei den Weltmeisterschaften in Helsinki mit 53,81 m in der Qualifikationsrunde aus und gewann anschließend bei den Ostasienspielen in Macau mit 61,42 m die Silbermedaille hinter Landsfrau Ma Ning. Im Jahr darauf nahm sie erstmals an den Asienspielen in Doha teil und belegte dort mit 55,12 m den sechsten Platz und 2010 gewann sie dann bei den Asienspielen in Guangzhou mit einem Wurf auf 58,72 m die Silbermedaille hinter der Japanerin Yuki Ebihara. 2011 startete sie bei der Sommer-Universiade in Shenzhen und wurde dort mit 54,20 m Sechste und im Oktober 2014 bestritt sie in Suzhou ihren letzten offiziellen Wettkampf und beendete daraufhin ihre aktive sportliche Karriere im Alter von 28 Jahren.
In den Jahren von 2004 bis 2006 sowie 2010 wurde Xue chinesische Meisterin im Speerwurf.